# Stazione di Angri
Stazione di Angri vasútállomás Olaszországban, Angri településen.

## Vasútvonalak
Az állomást az alábbi vasútvonalak érintik:
- Nápoly–Battipaglia-vasútvonal

## Kapcsolódó állomások
A vasútállomáshoz az alábbi állomások vannak a legközelebb:
- Stazione di Pagani (Stazione di Salerno)
- Stazione di Scafati (Stazione di Napoli Campi Flegrei)